# Papyrus 12
Papyrus 12 (in de nummering van Gregory-Aland), α 1033 (Von Soden) {\displaystyle {\mathfrak {P}}}12, is een oude kopie van het Griekse Nieuwe Testament. Het handschrift is de tekst van Hebreeën 1:1, geschreven op papyrus. Op grond van het schrifttype schrijft men een datum aan het manuscript toe rond 285. Het zou een schrijfoefening of een amulet hebben kunnen zijn.

## Beschrijving
Boven aan de tweede kolom heeft een andere schrijver in drie regels Hebreeën 1:1 neergeschreven. Papyrus 12 is geschreven met kleine hoofdletters. Op de keerzijde heeft een andere schrijver de Septuaginttekst van Genesis 1:1-5 gezet.

## Tekst
πολυμερως κ πολυ[τρο]πως
παλε ο θς λαλήσ[α]ς το[ις π]ατρα
σ[ι] ημ[ω]ν εν τοις προ[φηταις]
Er is een fout gemaakt; (παλε in plaats van παλαι) die invloed van het Latijn verraadt. De naam van God is afgekort (θς).
Hoewel de tekst van Papyrus 12 te kort is om daar zeker van te zijn, lijkt de tekst van het Alexandrijnse teksttype te zijn.
Aland plaatst het in categorie I van zijn Categorieën van manuscripten van het Nieuwe Testament.
Dit handschrift ondersteunt de tekstvariant ημων die we vinden in Papyrus 46, de Latijnse handschriften a t v en de Vulgaat en de Peshitta.

## Geschiedenis
In 1897 werd het handschrift in Egypte gevonden door Grenfell en Hunt.
Het wordt tegenwoordig bewaard in The Morgan Library & Museum (Pap. Gr. 3; P. Amherst 3b) in New York.